# Ludwik Spruch
Ludwik Spruch (ur. 1893 w Łaznowie, zm. 15 sierpnia 1985) – polski robotnik. Budowniczy Polski Ludowej.

## Życiorys
Urodził się w rodzinie chłopskiej. Pracował w fabryce kafli, a następnie został pracownikiem kolejowym. W 1908 wstąpił do Socjaldemokracji Królestwa Polskiego i Litwy. W czasie I wojny światowej został wcielony do Cesarskiej Armii Rosyjskiej. Wstąpił do Socjaldemokratycznej Partii Robotnicza Rosji, w 1917 wziął udział w rewolucji październikowej. W 1918 wrócił do Łodzi i pracy na kolei. Wstąpił do Klasowych Związków Zawodowych i Komunistycznej Partii Polski, organizował strajki w 1919, 1921 i 1923. W czasie okupacji niemieckiej przystąpił do Polskiej Partii Robotniczej i Gwardii Ludowej. Po wojnie pracował na stacji Łódź Kaliska jako magazynier, w 1952 przeszedł na emeryturę. Wchodził w skład Komitetu Łódzkiego Polskiej Zjednoczonej Partii Robotniczej.
W 1971 odznaczony Orderem Budowniczych Polski Ludowej.
Pochowany na cmentarzu Zarzew w Łodzi.